# Muzeum kutilství
Muzeum kutilství v Polné je umístěno v areálu společnosti Almeto na Žejdlicově ulici čp. 681. Založeno bylo v roce 2011, po skončení výstavy sbírky muzea kutilství v Regionálním muzeu a galerii v Jičíně. Sbírka muzea je putovní, během let byla vystavena dvakrát v muzeu v Jičíně a od listopadu 2015 je vystavena v Severočeském muzeu v Liberci. Zřizovatelem muzea je Milan Říha.

## Historie
Muzeum bylo založeno ze sbírek Milana Říhy, který se sbírání kutilských výrobků věnuje od roku 2007. Později došlo k založení muzea v Polné a k několika putovním výstavám.

## Expozice
V muzeu je vystaveno více než 300 exponátů, mezi sbírkovými předměty jsou například: zapisovač (tiskárna k počítači), motokoloběžka, bruslolyže, brýle proti migréně z plaveckých brýlí s LED diodami, kompresor z propan-butanové lahve z Chorvatska, výrobník živé a mrtvé vody, sekačka na trávu z roku 1980, nákladní přívěs za osobní auto vyrobený ze dvou zadních částí automobilu Škoda 105 z roku 1982, páka na demontáž pneumatiky, nabíječka zabudovaná v krytu magnetofonu z roku 1985, malotraktor složený z motoru ze skútru ČZ 175, převodovky z Moskviče 403, volantu ze Škody 1000 MB a další.